# West Norwood
Pour les articles homonymes, voir Norwood.

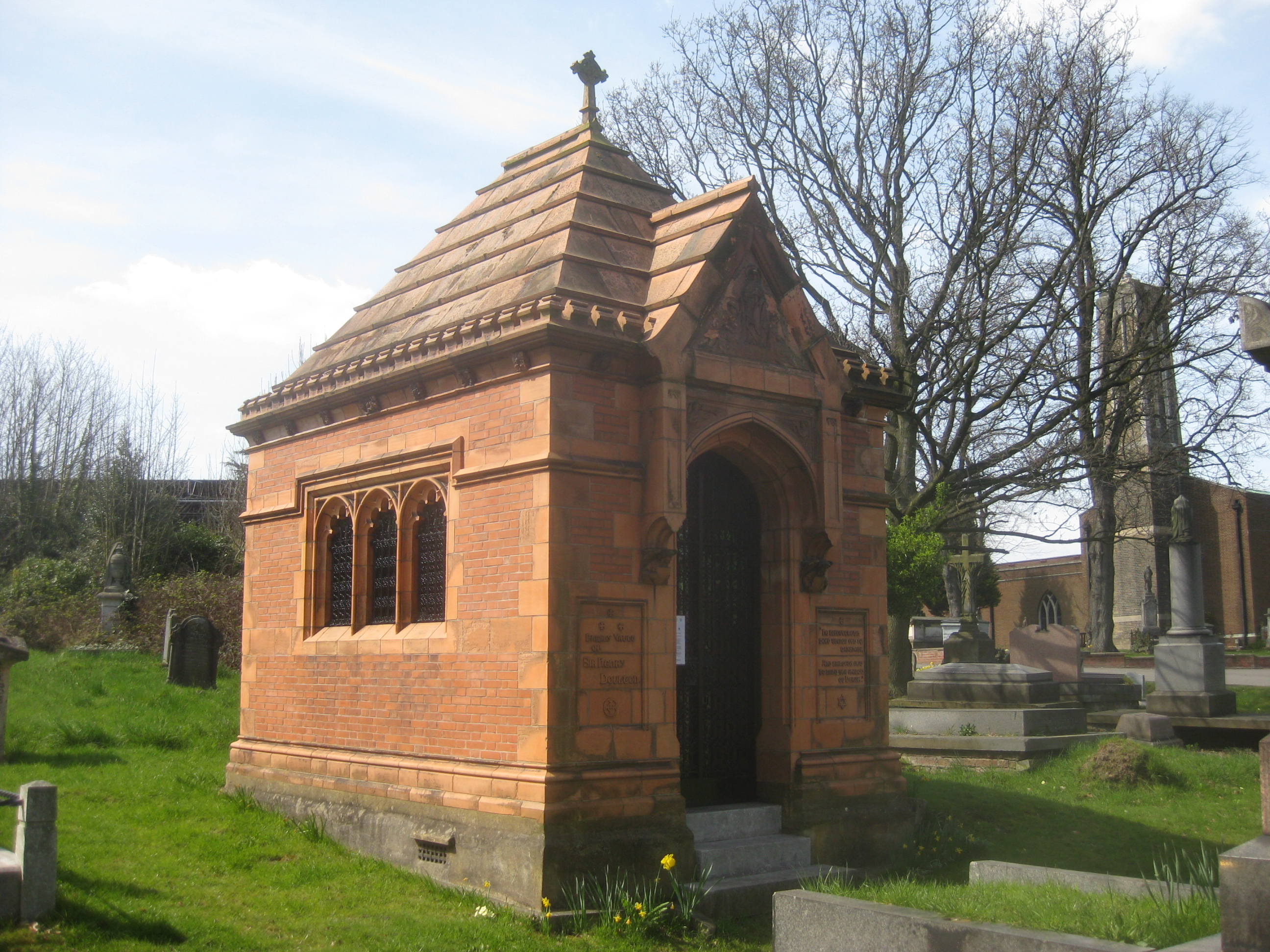
Cimetière de West Norwood

West Norwood est un endroit à Londres dans le borough de Lambeth, Royaume-Uni situé au sud de Tulse Hill et Brixton, au nord de Upper Norwood, South Norwood et Crystal Palace, à l'ouest de Dulwich et à l'est de Streatham.
Le cimetière de West Norwood est au centre de l'endroit.
Originellement, l'endroit était appelé Lower Norwood en référence de son terrain étant plus bas qu'Upper Norwood au sud. Néanmoins, dans une manière similaire à la dénomination « bas » pour les départements français (Lower signifie « bas » en anglais), dans les années 1880 les habitants de l'endroit trouvaient le nom de Lower Norwood péjoratif par rapport à celui d'Upper Norwood et en 1885 l'endroit change son nom à West Norwood. L'ancien nom survit dans la version originale anglaise de la nouvelle de Sherlock Holmes L'Entrepreneur de Norwood par Arthur Conan Doyle.